# Antimilitarisme
Antimilitarisme er modstand mod ethvert militærvæsen og mod løsning af konflikter med militær magt. Men i daglig sprogbrug optræder antimilitarisme ofte som synonym med pacifisme og militærnægtelse. I virkeligheden er antimilitarisme et flertydigt begreb, som rummer forskellige holdninger og strategier. Forenklet kan man tale om to former for antimilitarisme: den pacifistiske og den socialistiske.

## Pacifistisk antimilitarisme
Denne form er antimilitarisme, som spænder fra individuel militærnægtelse til aktiv brug af ikke-vold som aktionsform, er brugt i fredsbevægelsen. Karakteristisk for den pacifistiske antimilitarisme er en stærk idealisme og den er forbundet med utopiske forestillinger og med en anarkistisk ideologi. Efter første verdenskrig afholdtes en række antimilitaristiske kongresser. På den tredje internationale antimilitaristiske kongres i Haag i 1921 besluttede "absolutisterne" omkring den engelske kvæker Kees Boeke at danne deres egen organisation, War Resisters' International, som efter 2. verdenskrig har været hovedkvarter for den pacifistiske antimilitarisme.

## Socialistisk antimilitarisme
I den socialistiske antimilitarisme, indgår antimilitarisme i en strategi for en socialistisk samfundsomvæltning. 
Efter 2. verdenskrig har antimilitarisme fået en anden historisk betydning, bestemt af den kolde krigs oprustningskapløb, af eksistensen af atomvåben, af befrielsesbevægelserne i den tredje verden og af militærets indtrængning og indvævning i samfundsstrukturen. Militærnægteraktioner førte til, at antallet af militærnægtere steg betragteligt. Samtidig viste det sig, at ikke-voldelige aktionsformer var anvendelige i mange andre sammenhænge, f.eks. i miljøaktioner. Dertil kommer den rolle som den pacifistiske antimilitarisme har spillet som igangsætter og støtte for f.eks. Kampagnen mod Atomvåben og Vietnambevægelsen i 1960'erne.